# Dan Er. Grigorescu
Dan Er. Grigorescu, né le 22 novembre 1917 à Bârlad (Roumanie) et mort le 19 février 1990 à Aubervilliers, est un photographe et éditeur. Il est le fils du général Eremia Grigorescu et de Elena Negropontes. Il a réalisé un important travail photographique sur les œuvres monumentales de Constantin Brâncuşi à Târgu Jiu, présenté à la biennale de Venise de 1982.

## Biographie
Élevé dans un univers cosmopolite, Dan Er. Grigorescu étudie à l’école primaire, au collège et au lycée Janson-de-Sailly à Paris, puis au lycée St Sava à Bucarest. Il intègre ensuite l’école militaire des officiers de réserve. Il est décoré pour sa participation aux combats autour de Bucarest entre 1942 et 1944.
À partir de 1945, Dan Er. Grigorescu parvient à mener sa carrière artistique et à travailler en free-lance, publiant plus d’une trentaine de livres et collaborant à des revues, malgré le système communiste répressif alors au pouvoir en Roumanie.

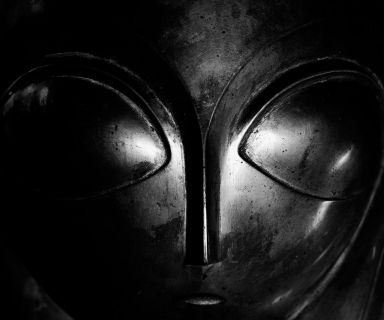
Mademoiselle Pogany
Tirage argentique sur papier baryté

Il s’installe avec sa famille à Paris en 1974 et continue d'être un acteur de la vie culturelle européenne. Il anime en France des émissions radiophoniques régulières sur Free Europe, participe à des expositions internationales comme la Biennale de Venise où il présente son travail sur Târgu Jiu, lieu unique d’installation monumentales de Constantin Brâncuşi.
Dan Er. Grigorescu meurt en 1990 à Paris. Plusieurs expositions posthumes lui sont consacrées.
Depuis 2012, la Galerie Negropontes présente son travail.

## Œuvres

### Ouvrages
- Dan Er. Grigorescu, Petru Comarnescu, Voronet, Verlag fur Fremdsprachige Literatur, Bucarest, 1957
- Dan Er. Grigorescu, Gheorghe Focşa, Muzeul Satului (le musée du Village), Editura in limbi străine, Bucarest, 1958
- Dan Er. Grigorescu, Aspects de la vie et de l’œuvre de Mihail Sadoveanu, ESPLA, Bucarest 1958
- Dan Er. Grigorescu, Dans le Delta du Danube, éditions Meridiane, Bucarest, 1966
- Dan Er. Grigorescu, Paris, éditions Meridiane, Bucarest, 1966 ; puis Hachette 1967
- Dan Er. Grigorescu, Dan Hǎulicǎ, Brancusi ou l’anonymat du génie, éditions Meridiane, Bucarest, 1967
- Dan Er. Grigorescu, Rome, la synthèse d'une ville, éditions Meridiane, Bucarest, 1970
- Dan Er. Grigorescu, Dan Hǎulicǎ, Calder, éditions Meridiane, Bucarest, 1971
- Dan Er. Grigorescu, Venetia, éditions Meridiane, Bucarest, 1971
- Dan Er. Grigorescu, Florenţa, éditions Meridiane, Bucarest, 1974
- Dan Er. Grigorescu, Valea Frumoasei, éditions Eminescu, Bucarest, 1975
- Dan Er. Grigorescu, Constantin Lucaci, Roma, éditions Sport-Turism, Bucarest, 1976

### Expositions
- En 1972, exposition des photographies de Dan Er. Grigorescu à Rome
- En 1982, exposition des photographies de Dan Er. Grigorescu à la Biennale de Venise

### Expositions posthumes
Des expositions posthumes ont été organisées autour de son œuvre :
- En 1992, exposition consacrée au delta du Danube, à l’Unesco, inaugurée par le Commandant Cousteau et servant de cadre aux débats écologiques à composante internationale
- En 1995, exposition consacrée à la « Roumanité » et à l’hérédité de Trajan, à l’Academia di Romania
- En 1997, exposition Moments et millénaires, au Centre Culturel Roumain
- En 2007, exposition Hommage au Général Eremia Grigorescu et son fils Dan Grigorescu, sous le Haut patronage du Ministère de la Défense, au Cercle militaire de Bucarest
- En 2008, exposition Rigueur et acuité dans le monde d’images de Dan Grigorescu à la Galerie Dialog à Bucarest ; exposition à Rome
- En 2012, exposition Portraits d’artistes parisiens à la Galerie Negropontes à Paris
- En 2014, présentation de 3 photographies de la Colonne sans Fin de Brancusi, issues du livre, au PAD Paris et au PAD Londres
- En 2024, exposition Armonia Metis à la Galerie Negropontes à Venise

### Prix
Dan Er. Grigorescu a obtenu des prix pour ses livres lors de concours prestigieux : 
- La médaille d'argent du concours de la Foire du livre de Leipzig pour l'album Delta du Danube, en 1957, et pour l'album Brancusi, en 1968
- La médaille d'or du Concours international du livre d'art de Washington pour l'album Voronet, en 1963
- Le prix du concours international de la Foire du livre de Leipzig pour l'album Paris

Il a également reçu l'Excellence FIAP (Fédération internationale de l'art photographique).